# Lekkoatletyka na Letnich Igrzyskach Olimpijskich 1968 – bieg na 200 m mężczyzn
Bieg na 200 metrów mężczyzn podczas XIX Letnich Igrzysk Olimpijskich w Meksyku rozegrano 15 (eliminacje i ćwierćfinały) i 16 października 1968 (półfinały i finał) na Estadio Olímpico Universitario. Zwycięzcą został Amerykanin Tommie Smith, który w finale ustanowił rekord świata z wynikiem 19,8 s.
Podczas dekoracji medalistów Tommie Smith i brązowy medalista John Carlos wykonali gest podniesienia ręki odzianej w czarną rękawiczkę, a także wystąpili bez butów w czarnych skarpetach, co było protestem przeciwko dyskryminacji czarnoskórych mieszkańców Stanów Zjednoczonych, znanym później jako manifestacja Czarnej Siły. Zostali za to wydaleni z wioski olimpijskiej i dożywotnio zdyskwalifikowani. Srebrny medalista Peter Norman z Australii na znak solidarności miał podczas dekoracji przypiętą odznakę organizacji praw człowieka.  

## Rekordy

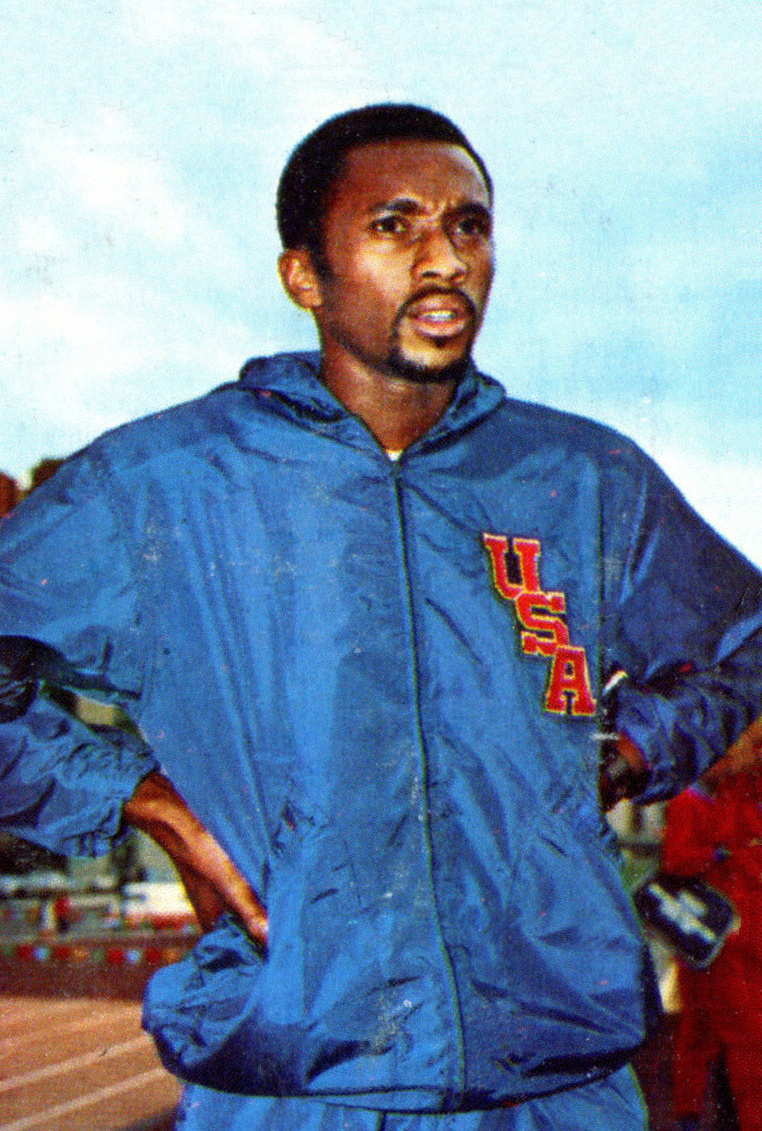
Tommie Smith

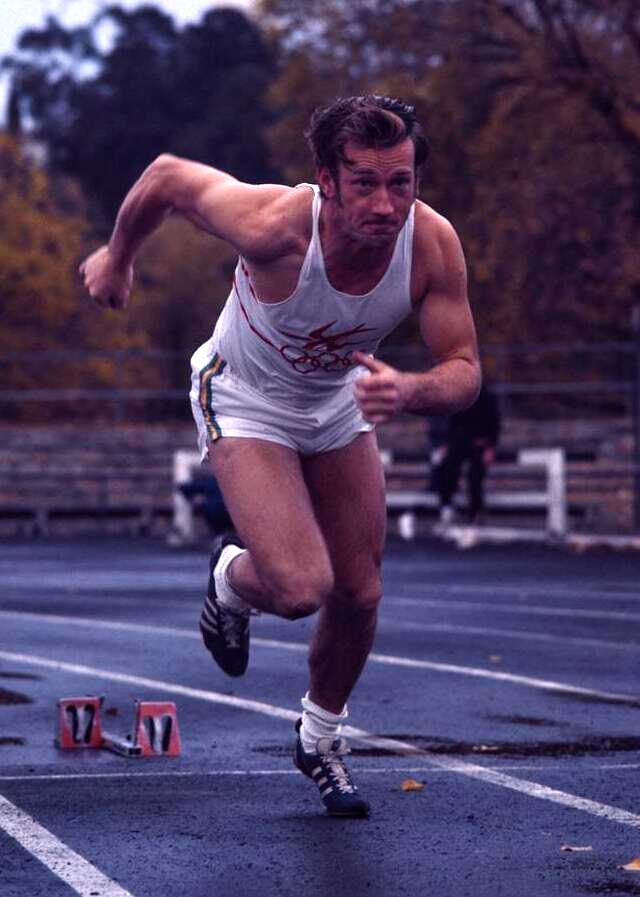
Peter Norman

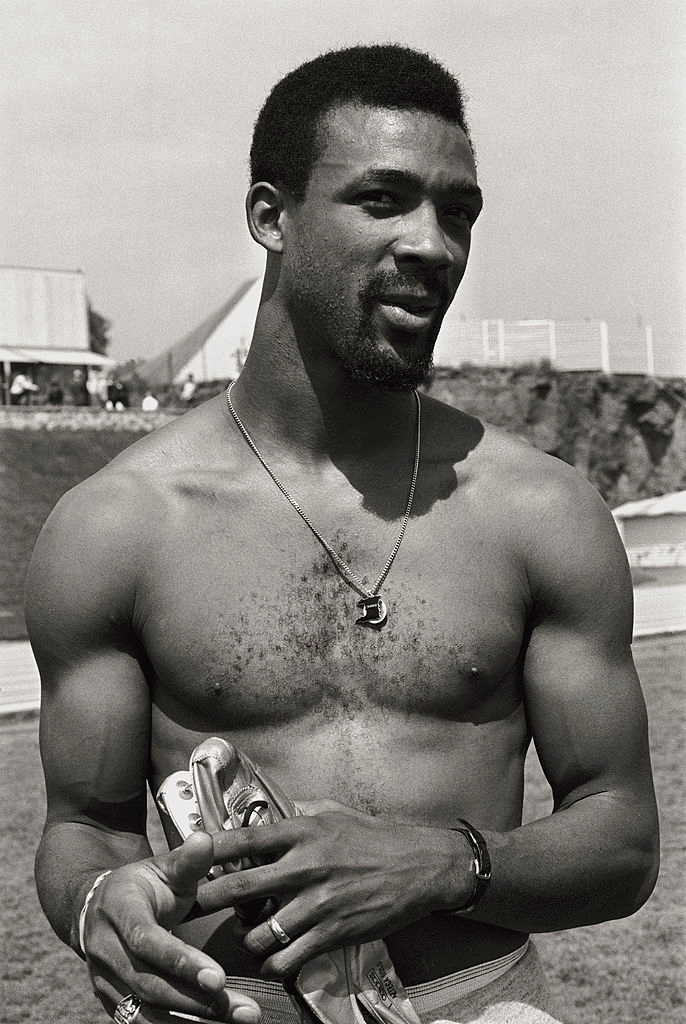
John Carlos

|                   | zawodnik     | narodowość        | czas | data                      | miejsce    |
| ----------------- | ------------ | ----------------- | ---- | ------------------------- | ---------- |
| Rekord świata     | Tommie Smith | Stany Zjednoczone | 20,0 | 11 czerwca 1968(dts)      | Sacramento |
| Rekord olimpijski | Henry Carr   | Stany Zjednoczone | 20,3 | 17 października 1964(dts) | Tokio      |

## Wyniki
| Poz. - pozycja |
| – rekord świata \| – rekord krajowy \| – rekord życiowy \| = – wyrównany rekord życiowy \| · – najlepszy wynik w sezonie \| = – wyrównany najlepszy wynik w sezonie \| – rekord olimpijski |
| Fn – falstart \| DNF – nie ukończył \| DNS – nie wystartował \| DSQ – zdyskwalifikowany |

### Eliminacje
Rozegrano siedem biegów eliminacyjnych. Do ćwierćfinałów awansowało po czterech najlepszych zawodników z każdego biegu (Q) oraz czterech z najlepszymi czasami spośród pozostałych (q).

#### Bieg 1
Wiatr: 0,0 m/s
| Poz. | Zawodnik            | Narodowość        | Rezultat | Uwagi |
| ---- | ------------------- | ----------------- | -------- | ----- |
| 1    | John Carlos         | Stany Zjednoczone | 20,5     | Q     |
| 2    | Andrés Calonge      | Argentyna         | 20,8     | Q     |
| 3    | Mani Jegathesan     | Malezja           | 20,9     | Q     |
| 4    | Livio Berruti       | Włochy            | 21,0     | Q     |
| 5    | Walentin Masłakow   | ZSRR              | 21,0     | q     |
| 6    | Norman Chihota      | Tanzania          | 21,2     |       |
| 7    | Canagasabai Kunalan | Singapur          | 21,3     |       |
| 8    | Hadley Hinds        | Barbados          | 22,3     |       |

#### Bieg 2
Wiatr: +0,5 m/s
| Poz. | Zawodnik         | Narodowość        | Rezultat | Uwagi |
| ---- | ---------------- | ----------------- | -------- | ----- |
| 1    | Tommie Smith     | Stany Zjednoczone | 20,3     | Q, =  |
| 2    | Charles Asati    | Kenia             | 20,6     | Q     |
| 3    | Jochen Eigenherr | RFN               | 20,6     | Q,    |
| 4    | Edwin Roberts    | Trynidad i Tobago | 20,6     | Q     |
| 5    | David Ejoke      | Nigeria           | 21,0     | q     |
| 6    | Kevin Johnson    | Bahamy            | 21,2     |       |
| 7    | Kun Min-mu       | Tajwan            | 22,4     |       |
| –    | Pablo Montes     | Kuba              | DNS      |       |

#### Bieg 3
Wiatr: 0,0 m/s
| Poz. | Zawodnik                   | Narodowość        | Rezultat | Uwagi |
| ---- | -------------------------- | ----------------- | -------- | ----- |
| 1    | Larry Questad              | Stany Zjednoczone | 20,7     | Q     |
| 2    | Julius Sang                | Kenia             | 20,8     | Q     |
| 3    | Edward Romanowski          | Polska            | 20,9     | Q     |
| 4    | Miguel Ángel González      | Meksyk            | 21,3     | Q     |
| 5    | Jean-Louis Ravelomanantsoa | Madagaskar        | 21,5     |       |
| 6    | Norris Stubbs              | Bahamy            | 21,6     |       |
| 7    | Morgan Gesmalla            | Sudan             | 22,6     |       |

#### Bieg 4
Wiatr: 0,0 m/s
| Poz. | Zawodnik          | Narodowość        | Rezultat | Uwagi |
| ---- | ----------------- | ----------------- | -------- | ----- |
| 1    | Michael Fray      | Jamajka           | 20,6     | Q     |
| 2    | Winston Short     | Trynidad i Tobago | 20,9     | Q     |
| 3    | Hansruedi Wiedmer | Szwajcaria        | 21,0     | Q     |
| 4    | Bernard Nottage   | Bahamy            | 21,3     | Q     |
| 5    | Philippe Housiaux | Belgia            | 21,4     |       |
| 6    | Porfirio Veras    | Dominikana        | 21,5     |       |
| 7    | Juan Argüello     | Nikaragua         | 22,7     |       |

#### Bieg 5
Wiatr: 0,0 m/s
| Poz. | Zawodnik         | Narodowość         | Rezultat | Uwagi |
| ---- | ---------------- | ------------------ | -------- | ----- |
| 1    | Iván Moreno      | Chile              | 20,9     | Q     |
| 2    | Jacques Carette  | Francja            | 20,9     | Q     |
| 3    | James Addy       | Ghana              | 20,9     | Q     |
| 4    | Fernando Acevedo | Peru               | 21,0     | Q     |
| 5    | Harry Jerome     | Kanada             | 21,2     | q     |
| 6    | William Dralu    | Uganda             | 21,3     |       |
| 7    | Colin Thurton    | Honduras Brytyjski | 22,1     |       |
| –    | Lennox Miller    | Jamajka            | DNS      |       |

#### Bieg 6
Wiatr: +1,2 m/s
| Poz. | Zawodnik              | Narodowość      | Rezultat | Uwagi |
| ---- | --------------------- | --------------- | -------- | ----- |
| 1    | Peter Norman          | Australia       | 20,2     | Q,    |
| 2    | Roger Bambuck         | Francja         | 20,5     | Q     |
| 3    | Dick Steane           | Wielka Brytania | 20,6     | Q     |
| 4    | Rajalingam Gunaratnam | Malezja         | 21,5     | Q     |
| 5    | Alberto Torres        | Dominikana      | 21,9     |       |
| 6    | José Astacio          | Salwador        | 23,1     |       |
| –    | Juan Franceschi       | Portoryko       | DNF      |       |
| –    | Ippolito Giani        | Włochy          | DNS      |       |

#### Bieg 7
Wiatr: +1,0 m/s
| Poz. | Zawodnik           | Narodowość                           | Rezultat | Uwagi |
| ---- | ------------------ | ------------------------------------ | -------- | ----- |
| 1    | Greg Lewis         | Australia                            | 20,7     | Q     |
| 2    | Ralph Banthorpe    | Wielka Brytania                      | 20,7     | Q     |
| 3    | Nikołaj Iwanow     | ZSRR                                 | 20,7     | Q     |
| 4    | Pedro Grajales     | Kolumbia                             | 21,0     | Q     |
| 5    | Gert Metz          | RFN                                  | 21,2     |       |
| 6    | Carl Plaskett      | Wyspy Dziewicze Stanów Zjednoczonych | 21,2     |       |
| 7    | Cristóbal Corrales | Honduras                             | 23,9     |       |
| –    | Hassan El-Mech     | Maroko                               | DNS      |       |

### Ćwierćfinały
Rozegrano cztery biegi ćwierćfinałowe. Do półfinałów awansowało po czterech najlepszych zawodników z każdego biegu (Q).

#### Bieg 1
Wiatr: 0,0 m/s
| Poz. | Zawodnik        | Narodowość        | Rezultat | Uwagi |
| ---- | --------------- | ----------------- | -------- | ----- |
| 1    | John Carlos     | Stany Zjednoczone | 20,6     | Q     |
| 2    | Greg Lewis      | Australia         | 20,8     | Q     |
| 3    | Dick Steane     | Wielka Brytania   | 20,8     | Q     |
| 4    | Mani Jegathesan | Malezja           | 21,0     | Q     |
| 5    | Julius Sang     | Kenia             | 21,0     |       |
| 6    | Jacques Carette | Francja           | 21,1     |       |
| 7    | Kevin Johnson   | Bahamy            | 21,4     |       |
| 8    | Harry Jerome    | Kanada            | 21,4     |       |

#### Bieg 2
Wiatr: +0,5 m/s
| Poz. | Zawodnik              | Narodowość        | Rezultat | Uwagi |
| ---- | --------------------- | ----------------- | -------- | ----- |
| 1    | Peter Norman          | Australia         | 20,4     | Q     |
| 2    | Jochen Eigenherr      | RFN               | 20,5     | Q,    |
| 3    | Fernando Acevedo      | Peru              | 20,7     | Q     |
| 4    | Iván Moreno           | Chile             | 20,8     | Q     |
| 5    | Charles Asati         | Kenia             | 20,8     |       |
| 6    | Livio Berruti         | Włochy            | 21,0     |       |
| 7    | Winston Short         | Trynidad i Tobago | 21,5     |       |
| 8    | Rajalingam Gunaratnam | Malezja           | 21,5     |       |

#### Bieg 3
Wiatr: +0,0 m/s
| Poz. | Zawodnik              | Narodowość        | Rezultat | Uwagi |
| ---- | --------------------- | ----------------- | -------- | ----- |
| 1    | Tommie Smith          | Stany Zjednoczone | 20,2     | Q, =  |
| 2    | Edwin Roberts         | Trynidad i Tobago | 20,4     | Q     |
| 3    | Edward Romanowski     | Polska            | 20,8     | Q     |
| 4    | Nikołaj Iwanow        | ZSRR              | 20,8     | Q     |
| 5    | David Ejoke           | Nigeria           | 20,9     |       |
| 6    | Andrés Calonge        | Argentyna         | 21,0     |       |
| 7    | Hansruedi Wiedmer     | Szwajcaria        | 21,4     |       |
| 8    | Miguel Ángel González | Meksyk            | 21,5     |       |

#### Bieg 4
Wiatr: 0,0 m/s
| Poz. | Zawodnik          | Narodowość        | Rezultat | Uwagi |
| ---- | ----------------- | ----------------- | -------- | ----- |
| 1    | Michael Fray      | Jamajka           | 20,3     | Q     |
| 2    | Larry Questad     | Stany Zjednoczone | 20,5     | Q     |
| 3    | Roger Bambuck     | Francja           | 20,6     | Q     |
| 4    | Ralph Banthorpe   | Wielka Brytania   | 20,8     | Q     |
| 5    | James Addy        | Ghana             | 20,9     |       |
| 6    | Walentin Masłakow | ZSRR              | 20,9     |       |
| 7    | Pedro Grajales    | Kolumbia          | 21,0     |       |
| 8    | Bernard Nottage   | Bahamy            | 21,5     |       |

### Półfinały
Rozegrano dwa biegi półfinałowe. Do finału awansowało po czterech najlepszych zawodników z każdego biegu (Q).

#### Bieg 1
Wiatr: +0,2 m/s
| Poz. | Zawodnik         | Narodowość        | Rezultat | Uwagi |
| ---- | ---------------- | ----------------- | -------- | ----- |
| 1    | John Carlos      | Stany Zjednoczone | 20,1     | Q,    |
| 2    | Peter Norman     | Australia         | 20,2     | Q     |
| 3    | Michael Fray     | Jamajka           | 20,4     | Q     |
| 4    | Roger Bambuck    | Francja           | 20,4     | Q,    |
| 5    | Iván Moreno      | Chile             | 20,8     |       |
| 6    | Dick Steane      | Wielka Brytania   | 20,8     |       |
| 7    | Nikołaj Iwanow   | ZSRR              | 20,8     |       |
| 8    | Fernando Acevedo | Peru              | 20,8     |       |

#### Bieg 2
Wiatr: 0,6 m/s
| Poz. | Zawodnik          | Narodowość        | Rezultat | Uwagi |
| ---- | ----------------- | ----------------- | -------- | ----- |
| 1    | Tommie Smith      | Stany Zjednoczone | 20,1     | Q, =  |
| 2    | Edwin Roberts     | Trynidad i Tobago | 20,4     | Q     |
| 3    | Larry Questad     | Stany Zjednoczone | 20,6     | Q     |
| 4    | Jochen Eigenherr  | RFN               | 20,4     | Q, =  |
| 5    | Greg Lewis        | Australia         | 20,5     |       |
| 6    | Edward Romanowski | Polska            | 20,7     |       |
| 7    | Ralph Banthorpe   | Wielka Brytania   | 20,9     |       |
| 8    | Mani Jegathesan   | Malezja           | 21,0     |       |

### Finał
Wiatr: +0,0 m/s
| Poz. | Zawodnik         | Narodowość        | Rezultat | Uwagi |
| ---- | ---------------- | ----------------- | -------- | ----- |
| 1    | Tommie Smith     | Stany Zjednoczone | 19,8     | =     |
| 2    | Peter Norman     | Australia         | 20,0     | [ 5 ] |
| 3    | John Carlos      | Stany Zjednoczone | 20,0     |       |
| 4    | Edwin Roberts    | Trynidad i Tobago | 20,3     |       |
| 5    | Roger Bambuck    | Francja           | 20,5     |       |
| 6    | Larry Questad    | Stany Zjednoczone | 20,6     |       |
| 7    | Michael Fray     | Jamajka           | 20,6     |       |
| 8    | Jochen Eigenherr | RFN               | 20,6     |       |